# 도시마엔역
도시마멘역(일본어: 豊島園駅, としまえんえき)은 일본 도쿄도 네리마구에 있는 철도역이다.
역명과 같이 도쿄 23구내 유수의 유원지에서 있는 도시마엔과 가장 가까운 역이다. 환승은 이 역보다는 네리마 역에서 많이 한다.

## 역 구조

### 세이부 철도
섬식 승강장 1면 2선의 지상역.
| ↑ 네리마  |
| \| 2 1 \| |
|           |

| 1, 2 | ■ 도시마 선 | 네리마・이케부쿠로 방면 |

### 도영 지하철
섬식 승강장 1면 2선의 지하역.
| ↑ 네리마       |
| \| 1 2 \|      |
| 네리마카스가 ↓ |

| 1 | ○ 도영 오에도 선 | 도초마에・롯폰기・다이몬 방면 (이다바시・료고쿠방면은 도초마에에서 환승) |
| 2 | ○ 도영 오에도 선 | 히카리가오카 방면                                                        |

## 역세권 정보
- 도시마엔
  - 도시마엔 니와노유
- 유나이티드・시네마 도시마엔
- 네리마욘 우체국
- 야치요 은행 도시마엔 지점
- 네리마 구 후생 문화 회관

## 역사
- 1927년 10월 15일 : 무사시노 철도 도시마 선 도시마역으로 개업.
- 1933년 3월 1일 : 도시마엔역으로 역명 변경.
- 1945년 9월 22일 : 관할회사가 세이부 농업철도로 변경.
- 1946년 11월 15일 : 세이부 철도 관할역으로 변경.
- 1991년
  - 3월 9일 : 자동 개표기 도입.
  - 12월 10일 : 도영 지하철 12호선 개통.
- 2000년 4월 20일 : 도영 지하철 12호선에서 도영 지하철 오에도 선으로 노선명 변경.

## 인접역
| 세이부 철도 ■ 도시마 선 | 세이부 철도 ■ 도시마 선 | 세이부 철도 ■ 도시마 선 |
| ----------------------- | ----------------------- | ----------------------- |
| 네리마 이케부쿠로 방면  | ■ 각역정차              | 시·종착역               |

| 도쿄 도 교통국 오에도 선  | 도쿄 도 교통국 오에도 선 | 도쿄 도 교통국 오에도 선              |
| ------------------------- | ------------------------ | ------------------------------------- |
| E 35 네리마 도초마에 방면 | 오에도 선                | 네리마카스가초 E 37 히카리가오카 방면 |